# Harry Ewing, Baron Ewing of Kirkford
Harry Ewing, Baron Ewing of Kirkford (* 20. Januar 1931 in Cowdenbeath, Fife, Schottland; † 9. Juni 2007 in Dunfermline, Fife, Schottland) war ein schottischer Politiker und Life Peer.

## Leben und Karriere

### Frühe Jahre
Ewings Vater, William Ewing, arbeitete 51 Jahre lang im Kohlebergbau und war 38 Jahre lang Stadtrat in Cowdenbeath. Ewing besuchte die Beath High School, die zu den besten staatlichen Schulen Schottlands zählte. Anders als seine beiden Brüder folgte er seinem Vater nicht in die Kohlegruben, sondern absolvierte stattdessen eine Ausbildung in einer Gießerei, nachdem er zuvor von 1949 bis 1951 seinen Militärdienst abgeleistet hatte.
1960 trat Ewing in die Labour Party ein, zwei Jahre darauf verließ er die Gießerei und begann stattdessen eine Anstellung bei der Post, die er für die nächsten neun Jahre behalten sollte. Während dieser Zeit engagierte er sich in der Union of Post Office Workers, der späteren Communication Workers Union. Er war auch in der Co-operative Party aktiv.
Bei den Unterhauswahlen 1970 kandidierte er im Wahlbezirk East Fife, unterlag jedoch gegen den konservativen Parlamentsabgeordneten John Gilmour. Bereits 1971 konnte Ewing allerdings dennoch ins House of Commons einziehen. Der Tod des langjährigen Parlamentariers Malcolm MacPherson machte eine Nachwahl im Bezirk Stirling and Falkirk erforderlich, in welcher sich Ewing gegen den Kandidaten der Scottish National Party, Robert McIntyre, durchsetzen konnte. Letzterer war bereits 1945 für kurze Zeit der erste Parlamentsabgeordnete seiner Partei gewesen.

### Abgeordneter im House of Commons
In seiner Antrittsrede im Unterhaus widmete sich Ewing der Europäischen Wirtschaftsgemeinschaft, der er während seiner gesamten politischen Karriere kritisch gegenüberstand. Zu Beginn seiner Zeit im Parlament widmete er sich vorrangig der Wohnungsbaupolitik. 1973 wurde er zum Sekretär der Gruppe der schottischen Labour-Abgeordneten gewählt, weiterhin wurde er Vorsitzender des Parteiausschusses für Postwesen und Telekommunikation. Als Harold Wilson im Jahr darauf überraschend Premierminister wurde, ernannte er Ewing zum Untersekretär im Schottlandministerium.
Der Posten im Ministerium für Schottland war Ewing maßgeblich durch die Fürsprache von Edward Short zugekommen, der sich von dessen Umgang mit der erstarkenden Scottish National Party in seinem Heimatbezirk beeindruckt zeigte. Mit dem zuständigen Minister, William Ross, war Ewing jedoch nicht immer einer Meinung.
Seit je her war Ewing ein Befürworter einer größeren Autonomie für Schottland, da er hierin die einzige Möglichkeit sah, den Forderungen nach einer schottischen Unabhängigkeit entgegenzuwirken. Zu Beginn der 1970er Jahre herrschte innerhalb der Laour Party in dieser Sache durchaus keine Einigkeit und erst die alarmierenden Erfolge der SNP bei den Wahlen im Oktober 1974 sorgten dafür, dass Ewings Überzeugungen auch zur offiziellen Parteilinie wurden. Dieser folgte Ross wiederum nur bedingt. Wenngleich er sich für ein eigenes schottisches Parlament aussprach, versuchte er dennoch, die Rechte und Verantwortlichkeiten desselben immer wieder zu beschneiden.
Als James Callaghan 1976 die Regierung übernahm, wollte er Ross zunächst durch Dickson Mabon ersetzen. Unter anderem der Widerspruch Ewings führte jedoch dazu, dass stattdessen Bruce Millan als neuer Schottlandminister eingesetzt wurde. Ewing blieb Untersekretär und widmete sich weiter den schottischen Autonomiebestrebungen. Diese musste er jedoch scheitern sehen, als sich beim Referendum in Schottland 1979 nicht genügend Fürsprecher für ein eigenständiges schottisches Parlament fanden.
Nach der Wahlniederlage 1979 wurde er Parteisprecher für Schottlandfragen. Von den Labour-Abgeordneten aus Schottland sehr geschätzt, war er in der gesamtbritischen Partei jedoch eher ein Außenseiter, was seine erfolglosen Kandidaturen für den Fraktionsvorsitz und das Schattenkabinett im Jahre 1981 verdeutlichten. 1983 nominierte er Peter Shore bei der Wahl zum Parteivorsitzenden, dieser war jedoch mit nur 3 Prozent der Stimmen klar chancenlos.
Nach den Wahlen 1987 wechselte Ewing auf eigenen Wunsch in die hinteren Parlamentsränge, 1989 gab er bekannt, bei den Parlamentswahlen 1992 nicht mehr für das Unterhaus kandidieren zu wollen.

### Späte Jahre
Noch 1989, eine Woche nach seiner Ankündigung, sich aus dem House of Commons zurückziehen zu wollen, wurde Ewing Vorsitzender der Scottish Constitutional Convention, die die Pläne zu einer Schottischen Autonomie im Wahlprogramm der Labour Party von 1992 ausarbeitete. Nach seinem Ausscheiden aus dem House of Commons 1992 wurde er zum Life Peer ernannt. Er trug seitdem offiziell den Titel Baron Ewing of Kirkford, of Cowdenbeath in the District of Dunfermline und nahm einen Platz im House of Lords ein.
1995 wurde er zum Deputy Lieutenant für Fife ernannt. Im Oberhaus wurde er zunächst Sprecher für Schottlandfragen, trat jedoch im November 1996 von diesem Amt zurück.
Als sich in Schottland nach dem Wahlsieg Tony Blairs und dem Referendum von 1997 tatsächlich ein eigenes Parlament formierte, lehnte er es aus Altersgründen ab, dafür zu kandidieren. Dennoch verfolgte er die politischen Vorgänge in
Schottland sehr genau und war bis 2001 auch noch im House of Lords aktiv.
Im Laufe seines Lebens erkrankte Ewing zweimal an Krebs. An dieser Krankheit starb er letztendlich auch 2007 in einem Krankenhaus in Dunfermline. Er hinterließ seine Frau Margaret, die er 1954 geheiratet hatte, sowie zwei Kinder.